# Mięsień sercowy
Mięsień sercowy (łac. myocardium) – zasadnicza część strukturalna serca, warstwa mięśniowa pomiędzy wsierdziem a nasierdziem.
Skurcze mięśnia sercowego mają umiarkowaną siłę i są stosunkowo krótkie. Ponadto mięsień sercowy cechuje się automatyzmem: serce wyjęte z ustroju i umieszczone w płynie fizjologicznym (0,9% NaCl), wykonuje regularne skurcze (można to zauważyć podczas przewożenia serc do przeszczepów). Automatyzm zapewniają komórki układu bodźcoprzewodzącego serca znajdujące się w: węźle zatokowo-przedsionkowym, przedsionkowo-komorowym, pęczku Hisa i włóknach Purkiniego.